# Sphaerias blanfordi
Genre
Espèce
Statut de conservation UICN

 LC  : Préoccupation mineure
Sphaerias blanfordi est une espèce de grand chauve-souris frugivore de la famille des Pteropodidae. Cette espèce est la seule du genre Sphaerias.
Elle vit en Asie, du Népal au Vietnam.

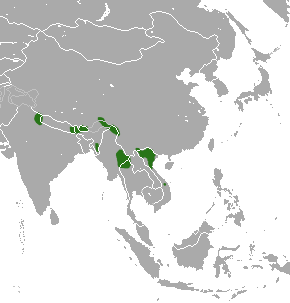
Carte de répartition.